# 祖先牌位

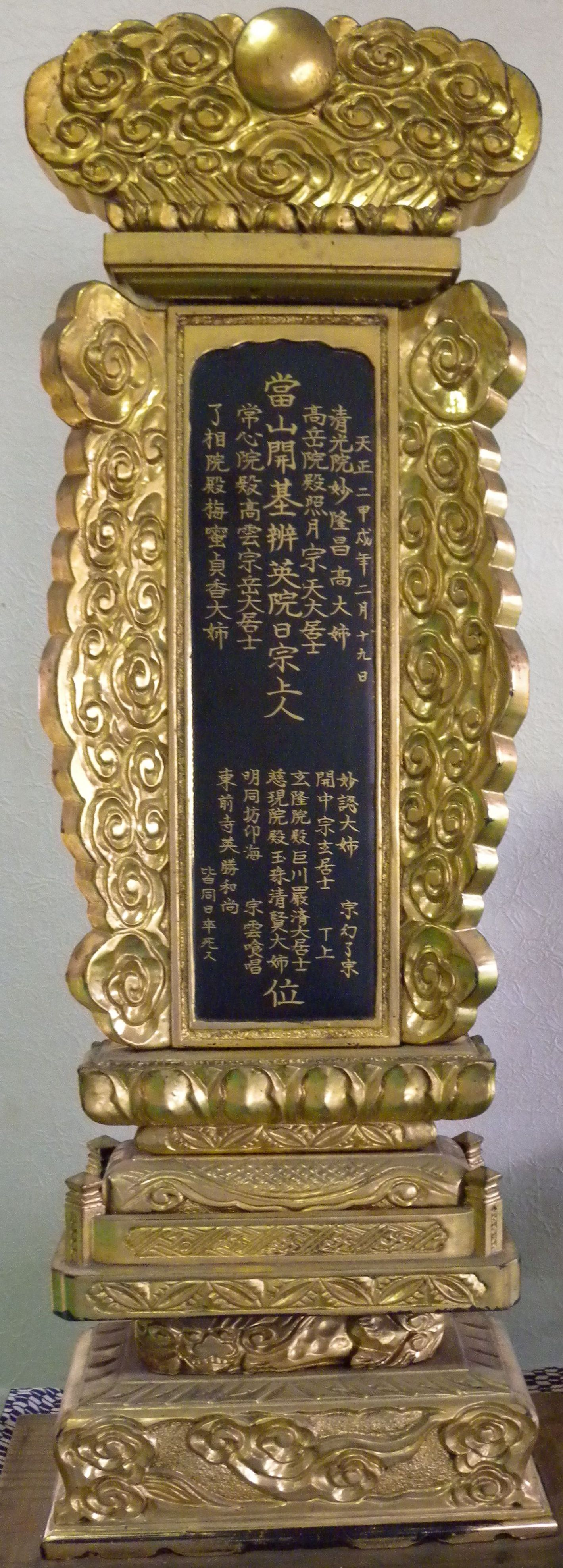
妙隆寺 (蘆原市)押野後藤家家族與家臣之位牌

祖先牌位是漢字文化圈祖先崇拜中供奉歷代先祖的牌位，在閩、粵語中也稱爲公媽牌或神主牌，造型主要有神龕式和立碑式兩種，祖先牌位一般供奉在家中的祖龕和祠堂之內，也有家中不便設置祖先牌位又無祠堂者把祖先牌位安置在寺廟或納骨塔之內。
有些位牌只是單面書寫上文字的牌位，也有以紅紙書寫文字的裱框，也有些是可以打開的盒子，例如臺灣閩南人的公媽牌，裡面裝有多代祖先的諱名和生卒日期。同房兄弟分家以後，則從祖先牌位分香（閩南語稱「割火」、「刈火」），繼續供奉。
祖先牌位有多種類型，有些是供奉歷代祖先，有些則是以個人或夫婦為單位，形式有單一神主牌、眾祖先公媽牌、日式神龕公媽牌、太子樓式公媽牌等多種款式，因應地域、宗教、文化等不同認知而各有其特點。
日本佛教供奉祖先的佛具有「位牌」、「法名軸」或「過去帳」，有些宗派只是供奉「過去帳」而不用牌位。供奉列代祖先的箱型牌位是可以打開的「回出位牌」，外面的木牌寫著「某某家歷代祖先之靈位」（○○家先祖代々之霊位），裡面則有8－10塊寫著祖先名諱的木牌。而有些個人牌位也是可以打開的，裡面有該先人的生卒日期，有些還有生平簡介。神道供奉祖先的神具稱為「靈璽」、「靈璽簿」或「御靈代」，意義與佛教的位牌相同。
牌位在琉球語沖繩方言中稱爲（羅馬字：tōtōmē），它是隨著儒家思想一同傳入琉球王國，有「沖繩位牌」、「唐位牌」和「大和位牌」幾種樣式，傳統上由嫡長子繼承。

## 起源
傳說祖先牌位起於東漢，有位名叫丁蘭的農夫，因父親早故，由母親撫養長大，常因脾氣不好而對母親惡言相向。
有日，丁蘭像往常一樣到田裡幹活，看見路邊的小羊跪著吸食母羊羊乳，覺得非常詫異；隨後牧羊老人傳授他「羔羊跪乳」的道理，丁蘭有感自己平日的所爲對不起母親，因而慚愧不已。當天，丁蘭的母親因事延誤送飯時間，心懷畏懼且匆忙地趕去田裡，丁蘭在田裡看見母親到來，心懷懺悔地向他母親跑去，他的母親卻以為丁蘭發怒而逃跑失足跌入急流。丁蘭在急流中遍尋不獲母親的蹤跡，只撿回一塊木頭；他在悲傷哀慟以後，把木頭帶回家中刻上母親的名字奉祀在正廳，逢事必先擲筊跪求母親的意見。從此之後大家都仿效他的舉止，把木牌當做「神主牌」來奉祀，傳揚孝親感恩的傳統美德。

## 類型

### 歷代祖先牌位
有些祖先牌位是包括宗族的歷代祖先，在牌位上並不會單獨書寫個人的姓名，而是用「歷代祖先」、「歷代祖考妣」代表。祖先不但包括自己的直系祖先，還包括無後之旁系長輩、祖先（叔伯、叔公、伯公等未婚過世男性，台灣話稱為倒房）。但通常不包括家族中的未婚女性先人(稱為姑婆)，閩南人所謂的「姑不入龕」，但在性別平權的今天顯得不近人情，但亦有部份家庭會在未婚女性親人死亡後，擲筊詢問祖先可否讓該者「合爐」，進入祖先牌位，共同接受後代子孫奉祀。。
臺灣閩南人的「公媽龕」分成「外牌」和「內牌」，「外牌」書寫「某姓歷代祖考妣之神位」，有些會寫上堂號，「內牌」書寫祖先諱名和生卒日期，木片數量不定，有七塊、八塊、九塊者，一般一片寫一代（夫妻倆）；從外觀上是無法看見內裡的內牌。若是獨子祭拜的公媽龕，除了奉祀歷代直系祖先之外，還必須供奉無後之旁系長輩、祖先（叔伯、叔公、伯公等未婚過世男性，台灣話稱為倒房），若是父母雙亡，兄弟們將祖先牌位各自請出祭拜，則長子仍需供奉最早期的祖先（祖公祖媽）與其他無後旁系長輩，至於次子、三子等，則可以只寫直系三代為主。。
廣東、香港的寫法為「某門堂上歷代祖先」，台灣的寫法為「堂上某氏歷代祖考妣之神位」，日本寫法為「某某家先祖代代之靈位」（○○家先祖代々之霊位）。
九玄七祖位是越南歷代祖先牌位，上書「九玄七祖」（cửu huyền thất tổ）的字樣，奉請「父、祖、曾、高、太、玄、顯」和「子、孫、曾、玄、來、昆、仍、雲、耳」等歷代祖先子孫領受香火。

### 個人、夫婦牌位
有些牌位是只書寫一人或男性祖先及其妻子，華人、日本牌位上夫婦按「男左女右」排列，其中左、右是指牌位本身的方向而非人拜祭時面向牌位的方向。在華人地區，若男性祖先有多一名配偶，元配在男子右側最接近男子之處，之後首名繼室在元配右方，次名繼室在首名繼室右方，如此類推；若妾室之名書於神主牌，則男子在中央，正室在男子左方，妾室在男子右方。朝鮮則是男右女左。
華人的個人、夫婦牌位字數依派別有不同的格式，據以擇吉避凶而行。 「三元」地理派有所謂「兩生合一老」（亦稱爲「兩生抱一老」或「兩生夾一老」）格式，多爲漳州、客家、廣府等籍貫人士採用，是指每行的字數應以「生、老、病、死、苦」循環計數，中間一行書寫諱名，應落在「老」位，既是7、12或17個字數；左右兩行書寫生卒日期，應落在「生」位，既是6、11或16個字數。 此外，也有由「三合」地理派傳出「興、旺、衰、微」，或與之雷同的「興、旺、死、絕」，多爲泉州、潮州等籍貫人士採用。亦有其他籍貫人士採用「天、地、人、富、貴、貧」的計算方法。
客家、圍頭人、朝鮮已婚婦女在牌位上皆尊稱為孺人，相傳是因為宋朝末年，客家婦女救駕有功，獲皇帝賜以七品命婦“孺人”榮銜。而圍頭人則是移居至寶安縣（今深圳、香港）的客家人後代，承襲了這一傳統。而朝鮮可能受到中國習俗影響，已婚婦女的牌位上也尊稱為孺人。
朝鮮的牌位常會寫上本貫，尤其是女性必定會列出本貫。
琉球的個人位牌格式是「歸真某某某之靈位」。
華人、朝鮮人某些地區或家庭傳統上不列出女性名諱，只稱為某氏。
日本佛教牌位上面所寫的是祖先的戒名，主要宗派有天台宗、真言宗、淨土宗、時宗、淨土真宗、臨濟宗、曹洞宗、日蓮宗和日蓮正宗，而從牌位上的戒名就可以看出宗派之間的一些差異。正面會刻製亡者的戒名和卒年，背面則刻製亡者的俗名和行年； 而爲死者授戒名是祈求死者能夠超脫俗世，所以死者生前即使是不信佛教，也會以實踐「佈施」來獲得戒名，佈施費用可從10萬至100萬日元以上不等。
日本神道靈璽的寫法，男性為「 （姓名）大人之命」，女性為「（姓名）刀自之命」。靈璽背面寫上先人的生卒日期。

### 臺灣客家阿公婆牌
臺灣客家人把祖先牌位稱爲阿公婆牌，中央以特大字體寫上一世祖之諱名，兩側以較小字體寫上後世歷代祖先諱名，又有「大牌」和「小牌」之分，「大牌」是指以「原始祖」或「開基祖」為一世祖的牌位，「小牌」則是分支派各房一世祖及其子孫的牌位，無論是大牌和小牌同時擺放還是牌位上歷代祖先的順序，都以左尊右卑的「昭穆制」順序排列。

### 沖繩位牌
沖繩位牌（ウチナーイフェー）是琉球沖繩本島的牌位，以一個外架和多個可更換的木牌組成，外架分成上下兩排，每排放上多個木牌，木牌以紅色作底色，用金漆書寫文字。上排中央有「歸真」字樣，下排中央書「靈位」二字。上排為歷代男性祖先名，下排為女性祖先名，每塊木牌寫一人名稱，每一男性祖先正下方為其妻之名。最左方（面對牌位看為右方）為一世祖（立口、タチクチ），之後按照代數從左至右排列。
傳統上牌位是由嫡長子繼承，女性是被禁止繼承牌位，所以在男女平等的現代社會，也引起「牌位繼承問題」的討論。
另一方面，嫡長子繼承制代表長子將成為家族的大家長，同時也繼承相應的家族責任（例如：每年春季召集族親回鄉〔向佛壇的牌位〕進行家族祭祀），這些在現代社會來說，往往是吃力不討好的工作；因為嫡長子婦同樣有義務承擔責任，負責家計、膳食、住宿等各項工作，這也讓長子成為現代女性心目中的非理想婚姻對象。

## 排列

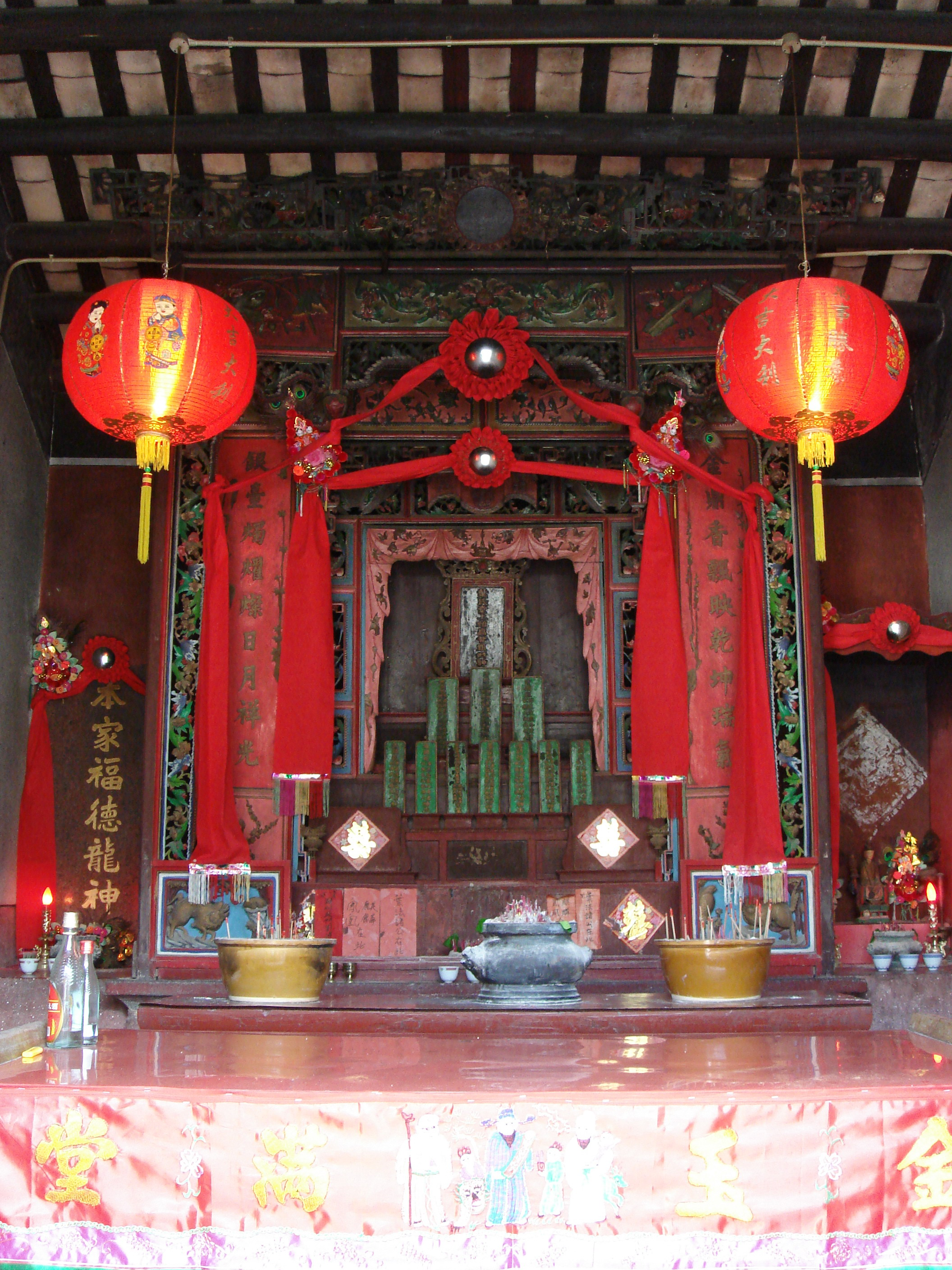
香港蓮麻坑葉氏宗祠的列祖牌位

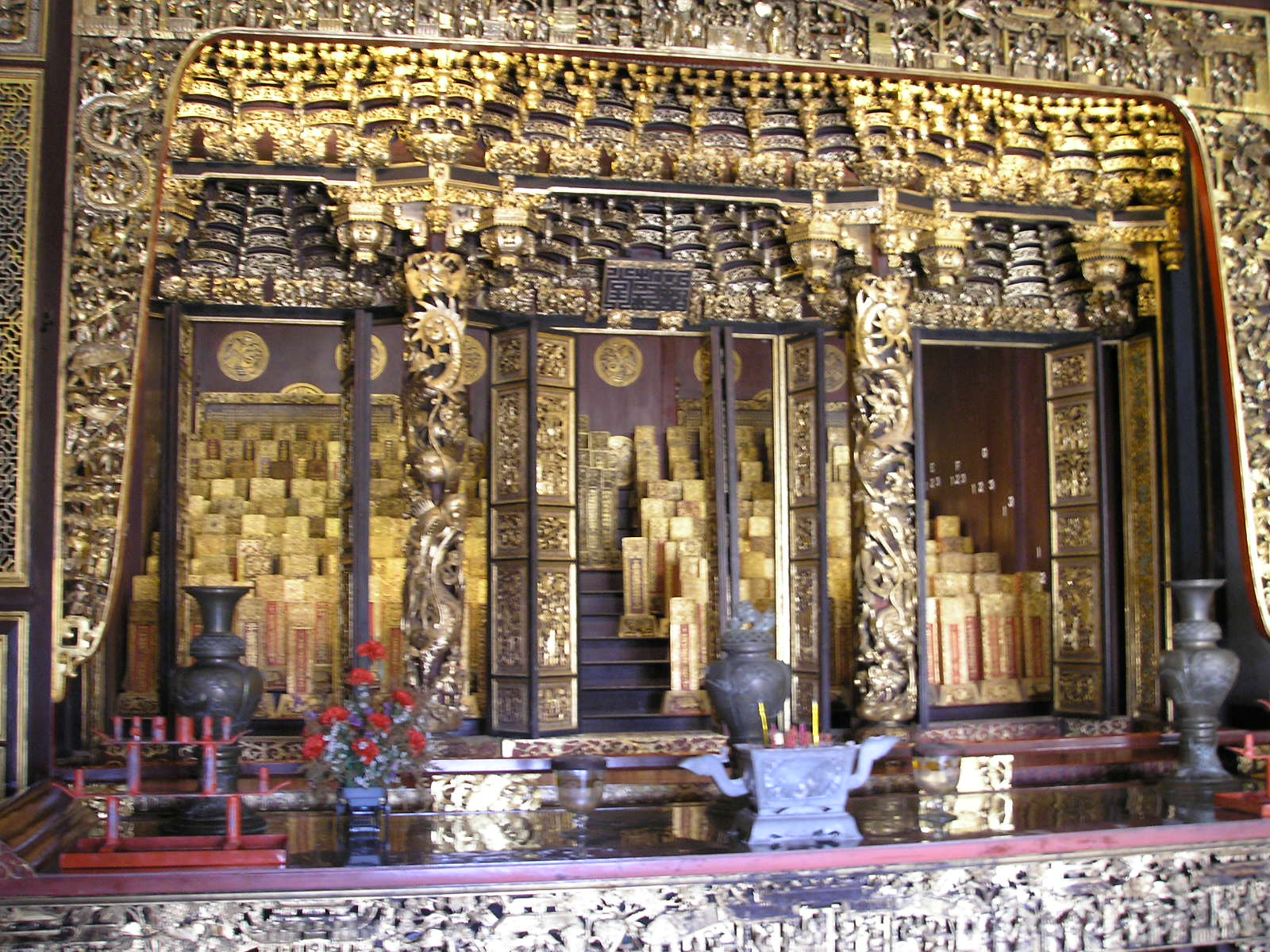
龍山堂邱公司的列祖牌位

多個牌位同時供奉時，會有特定的排列方式。根據宗法制度，祖先牌位的排列順序是以始祖居中位，二、四、六代祖居左位，三、五、七代祖居右位，後代子孫祭祖亦以此秩序排列，以別父子、遠近、長幼和親疏的順序，稱爲「左昭右穆」。 七代祖先由近而遠，稱爲「父、祖、曾、高、太、玄、顯」；九世子孫由親而疏，稱爲「子、孫、曾、玄、來、昆、仍、雲、耳」。此種排列法見於華人、朝鮮人、越南人的家庭、祠堂以子琉球人的祠堂，但沖繩式位牌只在同時供奉多個位牌時才按照左昭右穆的規則，單一位牌則是由右至左排列。

## 擺放

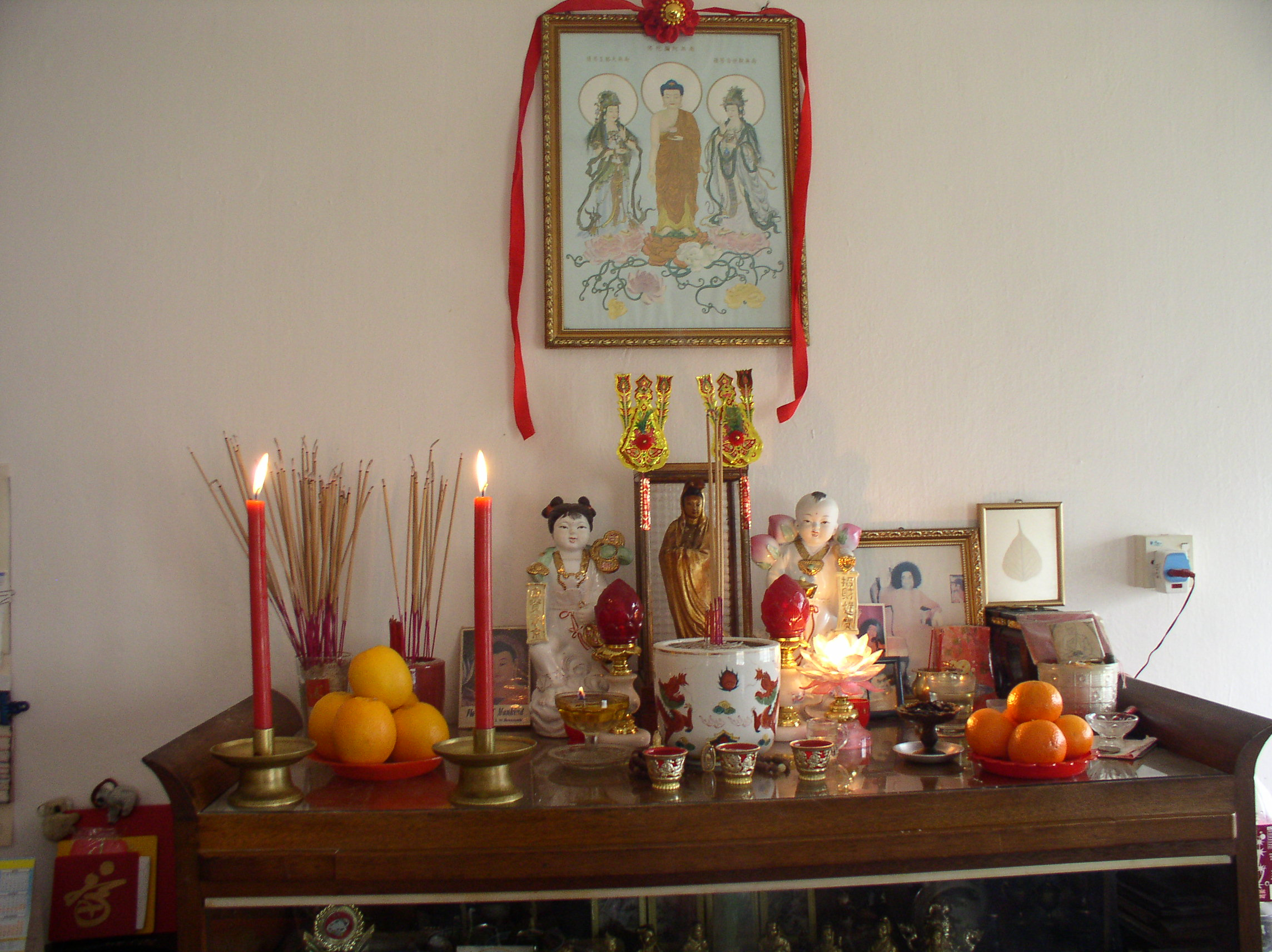
馬來西亞華人家中的神案，牆上懸掛著的是西方三聖的畫像，神案中央擺設觀世音菩薩與金童玉女的塑像，兩側分別是沙迪亞·賽巴巴上師的肖像和祖先牌位

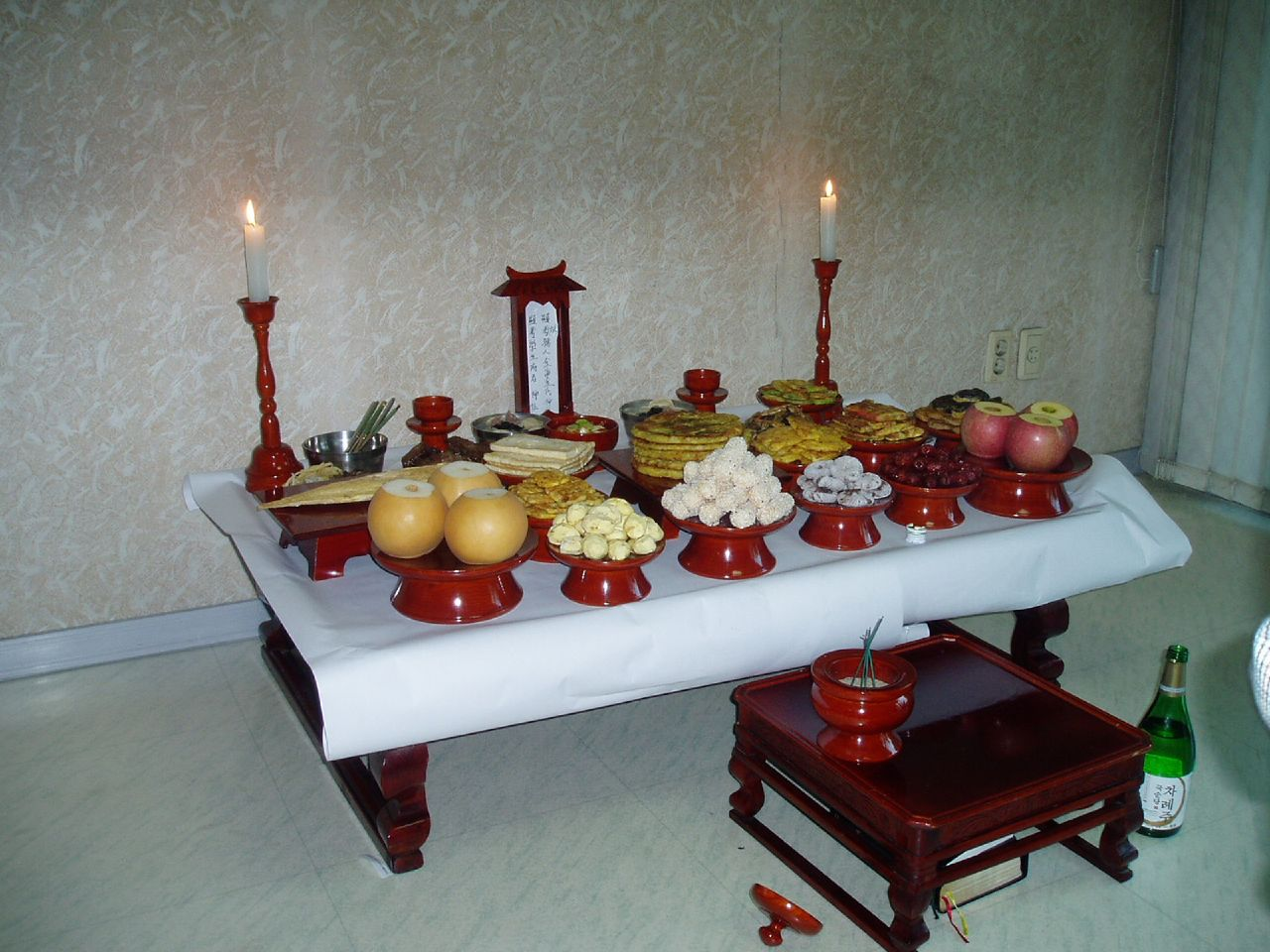
韓國家庭祭祖

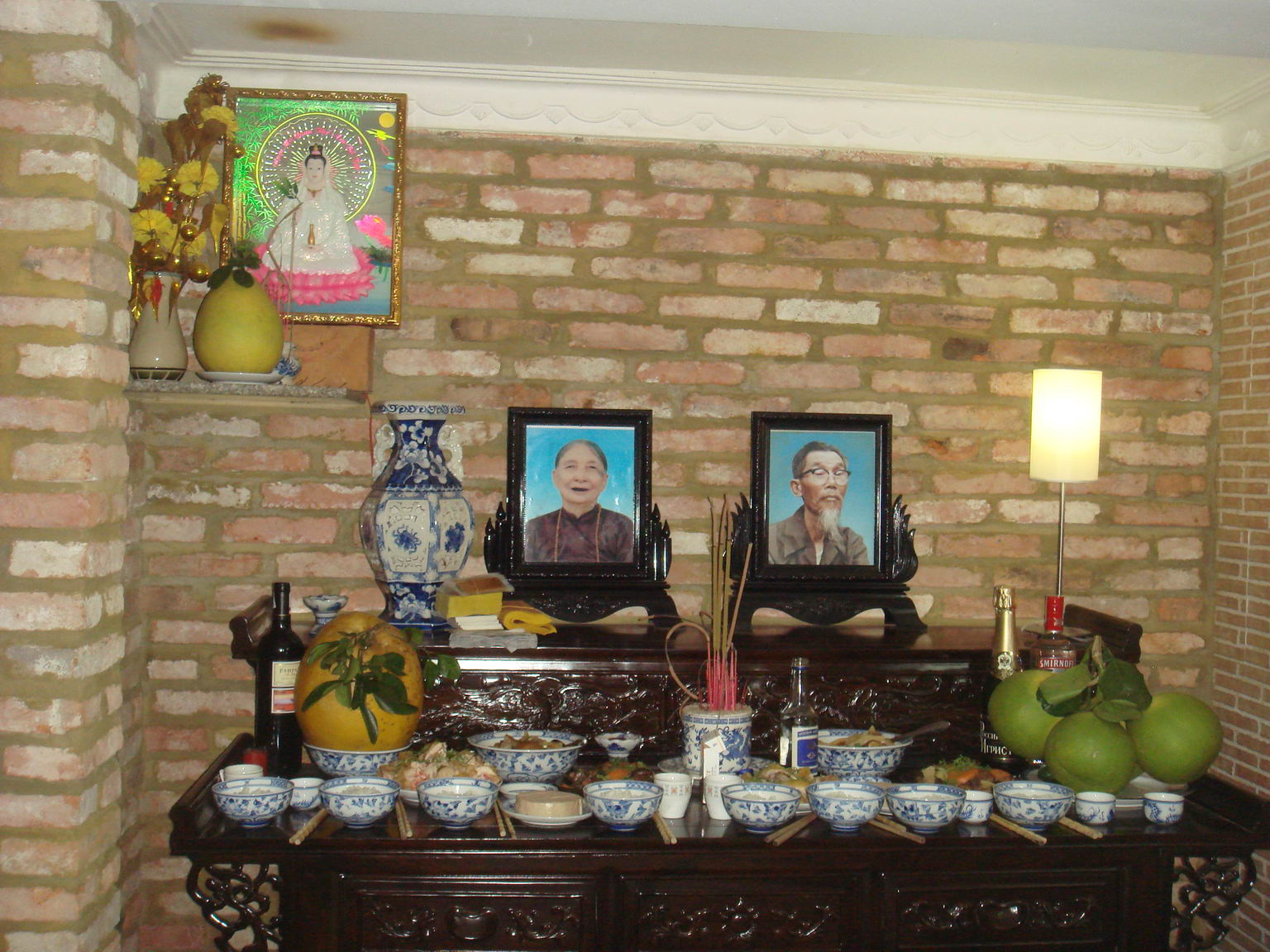
越南家庭祭祖，案台上有祖先遺像

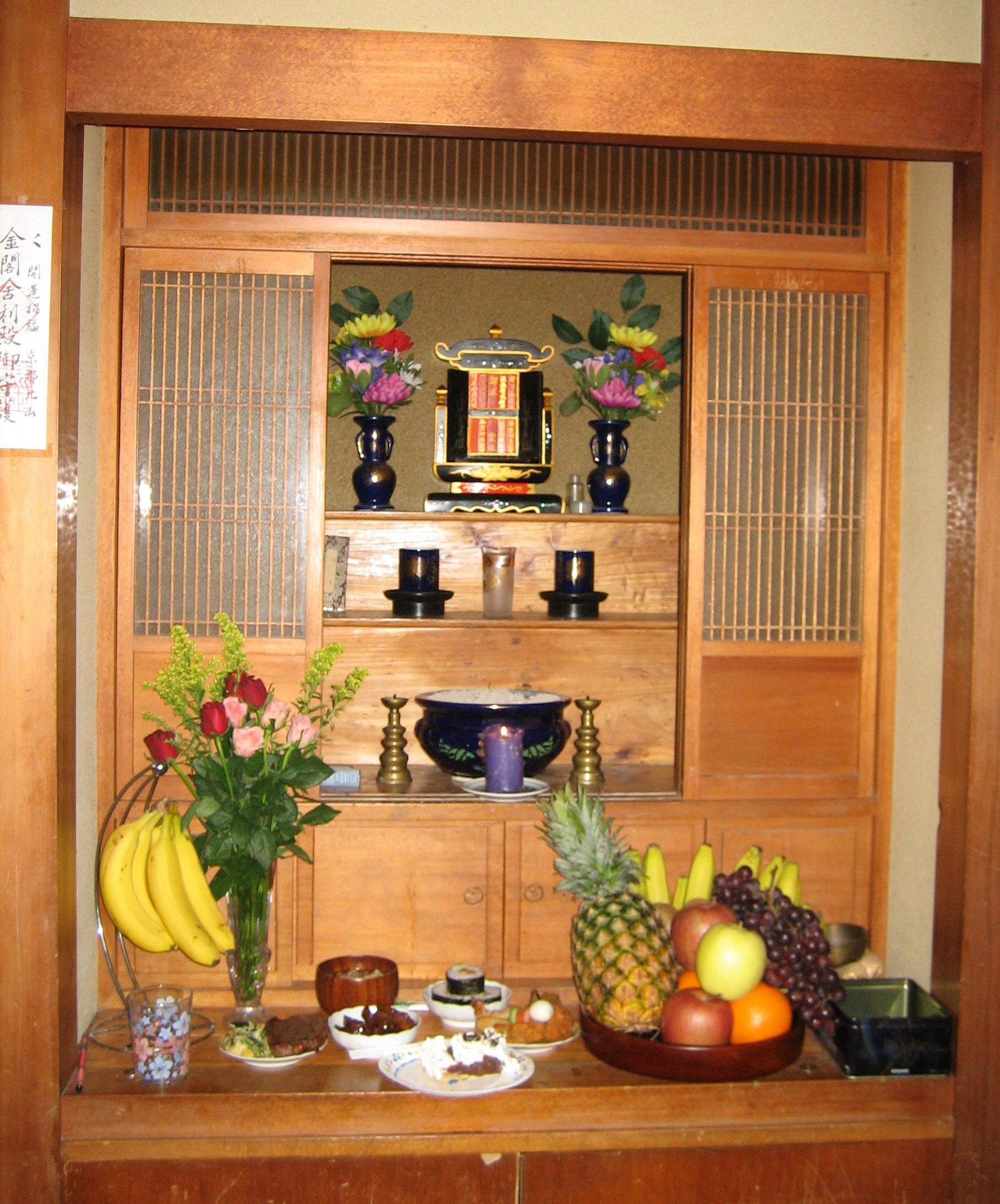
琉球家庭祭祖

家庭安放祖先神位通常是在神檯或祖龕。因應不同宗教、文化，有不同的擺放方式。
華人傳統上有幾種不同的安放方式。一種是安置神位和祖先位前，應事先避開「沖煞」位置，有些是按風水學佈局，以「左青龍、右白虎」的格局設置，事先避開「沖煞」位置，以免造成家庭成員的不利。神明安置在龍邊，祖先安置在虎邊，青龍位要高，白虎位要低。 祖先牌位應設在正廳的白虎位，位置不可超過神位，宜低宜退； 客家人崇敬祖先，祖先多設在正位，神明供奉在旁，為「祖在家，神在廟」之思想，即在家祖先最大，在廟則神明最大。
漢傳佛教對信徒在家中安置祖先牌位，多數抱持「允許」的立場，但鼓勵佛壇應以供奉諸佛菩薩爲主、祖先牌位爲次；佛像應設置在佛壇中間，祖先牌位設在佛像的側邊，或另行設置祖壇均可。 
有些設有獨立的祖龕，專門供奉祖先，日本把這種祖龕稱為「祖靈舍」。而在香港、新加坡、馬來西亞等地，由於家居面積細小，就有多層式的神樓，通常分為二至三層。如有供奉地主或龍神以外的神佛，神佛在最高層，中層為祖龕，下層為地主或龍神龕。無供奉神佛則上層為祖龕，下層為地主或龍神龕。

## 牌位與冥婚
位牌婚是冥婚的一種形式，臺灣也稱爲「娶神主」、「嫁神主」，顧名思義就是生人與神主牌結婚；或是兩方家長做主，將已故男女的牌位結成夫妻。常見的位牌婚形式有四種情況：
1. 未婚女子死亡，到適婚年齡時選擇合適的對象迎娶女方神主，對象可以是活人或神主；
2. 女子在訂婚後死亡，由男方迎娶女方神主完婚；
3. 男女雙方已訂婚，未行結婚而同時死亡，由雙方家長做主讓神主結成夫妻；
4. 訂婚後男子死亡，在葬禮前迎娶女方完婚。

根據中華傳統的習俗，未婚女子死後不得入祀家族的祖先牌位，只能單獨供奉在家中的偏僻角落，爲免日後因無人奉祀而成爲無主孤魂，所以有能力的父母會設法爲亡女尋找一戶夫家，以求她能有個歸宿得到長久的奉祀。 發誓終生不嫁的自梳女爲求死後有人供奉，採用的其中一種方式就是「買清守」，讓自己嫁給神主做爲名義上的妻子，於日後老死時可以入祀夫家的祖先牌位。